# Juntos (Italia)
Juntos (en italiano: Insieme), cuyo nombre completo es Italia Europa Juntos (Italia Europa Insieme), fue una coalición ampliamente progresista de partidos políticos en Italia, parte de la coalición de centroizquierda para las elecciones generales de 2018.

## Historia
Durante 2017 hubo prolongadas conversaciones sobre la creación de una lista electoral a la izquierda del Partido Democrático (PD), dentro de la coalición de centroizquierda liderada por el PD. En este proceso Giuliano Pisapia, exalcalde de Milán, lanzó el Campo Progresista (CP) y reflexionó durante mucho tiempo sobre la posibilidad de encabezar la lista propuesta, incluyendo partidos establecidos menores, izquierdistas surtidos y, más notablemente, exmiembros de Izquierda Ecología Libertad (SEL) – que se había unido en la más radical Izquierda Italiana (IS).
En diciembre, después de la retirada de Pisapia y la disolución del CP, se lanzaron juntos Riccardo Nencini, Angelo Bonelli y Giulio Santagata, respectivamente líderes del Partido Socialista Italiano (PSI), la Federación de los Verdes (FdV) y el Área Cívica (AC). para participar en las elecciones generales de 2018 como parte de la coalición de centroizquierda, junto con Más Europa (+E) y la Lista Cívica Popular (CP). El logotipo de Juntos se diseñó según el estilo de El Olivo, una amplia coalición de centroizquierda activa de 1995 a 2007 (cuando sus principales componentes se fusionaron en el PD).
Algunos de los seguidores de Pisapia lanzaron el Área Progresista (AP) y parecían listos para unirse a Juntos, Sin embargo, después de las tensiones con los líderes de Juntos, se anunció que AP había firmado un acuerdo con +E, ya compuesto por los Radicales Italianos, Forza Europa y el Centro Democrático, también en la centroizquierda.
En las elecciones, la lista obtuvo un mero 0.6% de los votos y ningún escaño. Sin embargo, dos de sus miembros fueron elegidos en distritos electorales de un solo escaño: Nencini (PSI) al Senado en Arezzo y Serse Soverini (AC) a la Cámara en Imola.
El 2 de diciembre de 2018, la Federación de los Verdes dejó Juntos, poniendo fin de facto a la alianza.

## Composición
| Partido | Partido                     | Principal ideología | Líder/es         |
| ------- | --------------------------- | ------------------- | ---------------- |
|         | Partido Socialista Italiano | Socialdemocracia    | Riccardo Nencini |
|         | Federación de los Verdes    | Política verde      | Angelo Bonelli   |
|         | Área Cívica                 | Progresismo         | Giulio Santagata |

La composición de la lista se parece mucho a la de El Girasol, una lista electoral fracasada, dentro de El Olivo, para las elecciones generales de 2001.

## Resultados electorales

### Parlamento Italiano
| Cámara de Diputados |               |      |         |     |                  |
| Año electoral       | Votos         | %    | Escaños | +/– | Líder            |
| 2018                | 190.601 (#12) | 0,58 | 1/630   | –   | Giulio Santagata |

| Senado de la República |               |      |         |     |                  |
| Año electoral          | Votos         | %    | Escaños | +/– | Líder            |
| 2018                   | 163.454 (#12) | 0,54 | 1/315   | –   | Giulio Santagata |